# Anthistarcha
Anthistarcha là một chi bướm đêm thuộc họ Gelechiidae.